# Которидз
Которидз (пол. Kotorydz) — село в Польщі, у гміні Тарчин Пясечинського повіту Мазовецького воєводства.
Населення — 525 осіб (2011).
У 1975-1998 роках село належало до Варшавського воєводства.

## Демографія
Демографічна структура станом на 31 березня 2011 року:
|          | Загалом | Допрацездатний вік | Працездатний вік | Постпрацездатний вік |
| -------- | ------- | ------------------ | ---------------- | -------------------- |
| Чоловіки | 273     | 60                 | 187              | 26                   |
| Жінки    | 252     | 46                 | 152              | 54                   |
| Разом    | 525     | 106                | 339              | 80                   |